# David Quesada

David Quesada (nacido en Los Angeles el 28 de agosto de 1973) es un exdelantero de fútbol estadounidense que jugó profesionalmente en Costa Rica y Estados Unidos. También jugó un partido internacional con la selección nacional de Estados Unidos.

## Jugador

### Trayectoria en secundaria y universidad
David Quesada asistió a la escuela secundaria La Cañada, donde jugó en el equipo de fútbol masculino. En su último año, ganó el campeonato CIF y fue elegido el jugador más valioso del campeonato CIF. Primera vez en la historia del Fútbol que la Secundaria La Cañada ganaba un campeonato CIF. Fue incluido en el Salón de la Fama de la escuela en 1995. Después de graduarse de la escuela secundaria en 1989, ingresó a la Universidad Estatal de San Diego donde jugó dos temporadas en el equipo de fútbol masculino.

### Costa Rica
Mientras pasaba el verano con su familia en Costa Rica después de su segunda temporada en San Diego, Alajuelense de la Primera División de Costa Rica le ofreció un contrato a Quesada. Firmó con el equipo en 1992. En 1994, se trasladó a jugar con Ramonense, y luego al Saprissa antes de regresar a los Estados Unidos en 1998. En 1996, Saprissa (club donde anotó ocho goles en 26 encuentros) prestó a Quesada al Club Deportivo FAS de El Salvador para el campeonato de liga. Quesada marcó el gol de la victoria y luego regresó al Saprissa.

### MLS
El 24 de marzo de 1998, Los Angeles Galaxy de la Major League Soccer fichó a Quesada. Jugó sólo nueve minutos para el Galaxy después de entrar en un partido del 7 de junio de 1998 contra el New England Revolution en el minuto 81.El Galaxy le dio la libertad el 17 de junio de 1998.

### Etapa Aficionada
En 2004, jugó para el equipo amateur Los Ángeles Croacia en el Torneo de Fútbol Croata de la Costa Oeste.

### Selección nacional
Quesada jugó su único partido internacional con la selección nacional en la derrota por 2-1 ante Costa Rica el 28 de mayo de 1995. Sustituyó a John Kerr en el minuto 88. En agosto de 1995, disputó un partido no oficial de la selección nacional contra el Benfica en la Copa Parmalat.

## Trayectoria como entrenador
Entrenó fútbol juvenil en Glendale, California y fue entrenador asistente de fútbol en Claremont McKenna College.